# Barnen i Jerusalem
Barnen i Jerusalem är en psalmtext för söndagsskolan som är skriven av Betty Ehrenborg-Posse. Musiken är skriven av Johan Peter Emilius Hartmann.

## Publicerad i
- Svensk söndagsskolsångbok (1908) som nummer 290 under rubriken "Festsånger"
- Baptistkyrkans sångbok för söndagsskolan
- Lilla Psalmisten som nummer 177 under rubriken "IX. Lovsånger"
- Svensk söndagsskolsångbok 1929 som nummer 229 under rubriken "XIX. Barndoms- och ungdomstiden"